# Yonghe (socken i Kina, Sichuan, lat 33,32, long 104,39)
Yonghe (kinesiska: 永和乡, 永和) är en socken i Kina. Den ligger i provinsen Sichuan, i den sydvästra delen av landet, omkring 300 kilometer norr om provinshuvudstaden Chengdu.
Genomsnittlig årsnederbörd är 797 millimeter. Den regnigaste månaden är maj, med i genomsnitt 148 mm nederbörd, och den torraste är januari, med 5 mm nederbörd.